# Scriptoplusia nigriluna
Scriptoplusia nigriluna là một loài bướm đêm trong họ Noctuidae.